# PalaBattisti
Il PalaBattisti è il palazzetto dello sport della provincia del Verbano-Cusio-Ossola, situato in via Brigata Cesare Battisti a Verbania-Intra.
Il palazzetto attualmente è in gestione alla Virtus Verbania, che è una società che storicamente si occupa di pallacanestro giovanile. Per problemi di agibilità nel palasport di Omegna, ha ospitato fino al 2023 anche le partite della Fulgor Omegna.
Il palazzetto può contenere 1048 persone nelle occasioni sportive (1250 in caso di concerti e altri eventi). All'interno è presente un bar. L'organizzazione dei posti nel palazzetto è suddivisa su quattro lati: i due di pubblico e le due curve, quella di casa e quella per gli ospiti. La curva degli ospiti è separata dal resto dei posti nel palazzetto per mezzo di due cancelli.
Durante l'annata 2012-2013 ha ospitato le partite interne della Pallavolo Ornavasso valevoli per il campionato di serie A2 femminile.
Il palazzetto, inoltre, viene usato anche dall'Istituto Lorenzo Cobianchi di Intra.